# Fazlollah Nuri

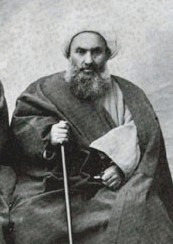
Scheich Fazlollah Nuri

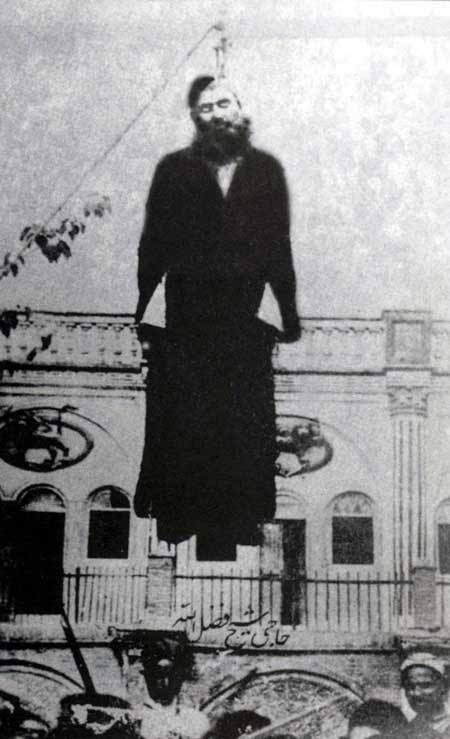
Hinrichtung Fazlollah Nuris

Scheich Fazlollah Nuri (persisch فضل‌الله نوری, DMG Fażl-Allāh Nūrī; * 1843 in Kojur; † 31. Juli 1909 in Teheran) war ein schiitischer Geistlicher im Iran. Er gilt als Vordenker der lange nach seinem Leben erfolgten Islamischen Revolution. Fazlollah Nouri spielte eine wichtige Rolle zu Beginn der konstitutionellen Bewegung, wurde dann aber zu einem ihrer entschiedenen Gegner und 1909 zum Tode verurteilt und hingerichtet.
Zu Nuris Aussagen gehörte: „Was ich will, ist ein islamisches Parlament, das kein Gesetz verabschiedet, dessen Inhalt mit den Gesetzen des Koran nicht übereinstimmt.“ Jene Vision wurde später in der Beratungsversammlung madschlis-al-schura umgesetzt. Scheich Nuri gilt auch als Vordenker des Prinzips der Statthalterschaft des Rechtsgelehrten wilayat-ul-faqih.
Nach dem Sieg der Jungperser bei der Errichtung der konstitutionellen Monarchie wurde Fazlollah Nuri wegen Aufwiegelung, unter anderem wegen seines Aufrufes, „das Blut der Anführer im Parlament“ zu vergießen, zum Tode verurteilt. Am 31. Juli 1909 wurde er in Teheran öffentlich hingerichtet.
Seine radikalislamischen Thesen sind auch für die heutige Islamische Republik Iran von enormer Bedeutung. Ajatollah Chomeini berief sich ausdrücklich auf Fazlollah Nuri und bezeichnete ihn als Vorbild, der Widerstand gegen die konstitutionelle Bewegung leistete, und den Staat dem Glauben unterzuordnen verlangte.

## Leben
Fazlollah Nuri wurde 1843 in Kojur (persisch كوجور) in der Provinz Mazandaran im Norden des Iran geboren. Nach dem Besuch einer Koranschule in seiner Heimat ging er nach Nadschaf, um bei Mohammad Hasan Schirazi zu studieren. Nach dem Ende seines Studiums ging er nach Teheran und wirkte dort als Geistlicher. Während der Konstitutionellen Revolution im Iran war er der entschiedenste Gegner der konstitutionellen Bewegung. Nach dem Sieg der konstitutionellen Kräfte wurde Nuri wegen der Beteiligung an der Ermordung mehrerer Konstitutionalisten durch ein Sondertribunal zum Tode verurteilt und am 31. Juli 1909 in Teheran gehängt.

## Nuris Einwände gegen den Konstitutionalismus
Nuri formulierte zusammenfassend eine Reihe von Einwänden gegen den Konstitutionalismus und sah es als seine religiöse Pflicht an, der Einführung einer Verfassung und der konstitutionellen Monarchie im Iran entgegenzutreten:
- Der Souverän sei nicht das Volk, sondern Allah. Alle Gewalt gehe von Allah aus. Allah habe sie dem Propheten und dann weiter an die Imame und die gelehrte Geistlichkeit übertragen.
- Die Herrschaft des Monarchen sei die ausführende Gewalt der islamischen Gesetze. Eine Schwächung des Monarchen durch ein Parlament führe zu einer Schwächung des Islam. Die Begrenzung der Macht des Monarchen durch die Schaffung eines konstitutionellen Staates bedeute eine Schwächung des Islam.
- Die Scharia sei eine Sammlung von Geboten und Verboten, der gegenüber ein Muslim keine Entscheidungsfreiheit besitze. Da der Mensch in seiner Entscheidung nicht frei sei, könne es auch keine bürgerlichen Freiheiten wie die Meinungsfreiheit oder Wahlfreiheit geben, wie von den Konstitutionalisten gefordert. So führe die Meinungsfreiheit zur Veröffentlichung atheistischer Bücher und verstieße damit gegen göttliche Gesetze. Die Wahl des Herrschers sei Gott vorbehalten. Die Menschen hätten in dieser Hinsicht keinerlei Rechte. Einzig die Religionsgelehrten seien diejenigen, „die als Stellvertreter des zwölften Imams das göttliche Recht in der Gesellschaft ausübten“.[3]
- Die von den Konstitutionalisten geforderte Gleichheit vor dem Gesetz verstieße gegen die Scharia, da die Scharia zwischen Muslimen und Nicht-Muslimen unterscheide und beiden Gruppierungen einen unterschiedlichen Rechtsstatus zuweise. Die Gleichheit vor dem Gesetz diene den Konstitutionalisten nur dazu, die Durchsetzung islamischer Gesetze zu verhindern. Sie sei deshalb in einem islamischen Staat völlig unmöglich.
- Eine parlamentarische Gesetzgebung werde von den Konstitutionalisten durch die angebliche Unvollständigkeit islamischer Gesetze begründet. Die Gesetze des Islam seien aber vollständig, da der Islam die letzte Offenbarung Gottes sei.
- Die konstitutionelle Bewegung basiere auf den Ideen des europäischen Naturalismus und Materialismus und stehe damit im vollständigen Widerspruch zum Islam.

## Zitate Fazlollah Nuris
- Die konstitutionelle Bewegung hat die Worte Freiheit und Gleichheit auf die Fahnen geschrieben. Diese beiden Forderungen widersprechen dem Islam. Der Islam verlangt Gehorsam und nicht Freiheit, Ungleichheit und nicht Egalität.
- Was ich will ist ein islamisches Parlament, das kein Gesetz verabschiedet, dessen Inhalt mit den Gesetzen des Koran nicht übereinstimmt.[4]

## Politische Auswirkungen
Nuri entwarf eigenhändig einen Zusatz zur Verfassung, in dem er von einem aus mindestens fünf Geistlichen bestehenden Expertengremium sprach, das alle Gesetzesvorlagen des Parlaments daraufhin überprüfen sollte, inwieweit sie mit den islamischen Rechtsgrundsätzen vereinbar sind. Diesem Expertengremium sollte ein Vetorecht zustehen, um jedes Gesetz, das nicht den islamischen Rechtsgrundsätzen entsprach, verhindern zu können. Mit diesem Verfassungszusatz sollte ferner festgeschrieben werden, dass die offizielle Religion Persiens der schiitische Islam sei, und der Schah ein schiitischer Muslim sein müsse. Am 7. Oktober 1907 wurde dieser Verfassungszusatz vom Parlament angenommen, nachdem Nuri erklärt hatte, dass mit der Annahme dieses Verfassungszusatzes alle seine Forderungen erfüllt seien.
Nuri hielt sich allerdings nicht an seine Zusage. Kurz nach der Verabschiedung des Verfassungszusatzes durch das Parlament organisierte Nuri einen weiteren Protestzug und einen drei Monate andauernden Streik von über 2.000 Geistlichen, in dem er die Abschaffung des Parlaments forderte. Gesetze könnten nach Meinung Nuris nicht von einem gewählten Parlament, sondern nur von Geistlichen erlassen werden. 1909 wurde Nuri dann verhaftet und hingerichtet.
Der Verfassungszusatz war in der 1907 verabschiedeten Reform bis 1979 Teil der iranischen Verfassung. In diesem Zusatz war festgelegt worden, dass das Recht der Auswahl der Geistlichen für das Expertengremium beim Parlament lag. Damit war sichergestellt, dass nur dem Parlament genehme Geistliche in das Expertengremium kamen. Das Auswahlverfahren führte später zu vielen Streitigkeiten sowohl innerhalb der Geistlichkeit als auch zwischen der Geistlichkeit und dem Parlament. Da die gewählten Geistlichen immer wieder Wege fanden, Gesetzesvorlagen zu legitimieren, die von den Fundamentalisten abgelehnt wurden, kam es zu der Behauptung, dass „der Verfassungszusatz nicht beachtet würde“.
Obwohl in dem Verfassungszusatz von 1907 ausdrücklich bestätigt worden war, dass dieser Zusatz weder abgeändert noch aufgehoben werden dürfe, hielten sich die Geistlichen nicht daran. Nach der islamischen Revolution änderte Chomeini sowohl die Zusammensetzung als auch das Auswahlverfahren. Das Expertengremium wurde von fünf auf zwölf Mitglieder erweitert und in Wächterrat umbenannt. Sechs Mitglieder sind Geistliche, die direkt von ihm bzw. seinen Nachfolgern ernannt werden. Die restlichen sechs Mitglieder sind Juristen, die auf Vorschlag Chomeinis bzw. seiner Nachfolger vom Parlament gewählt werden. Mit diesem Auswahlverfahren ist jetzt sichergestellt, dass nur noch Gesetze verabschiedet werden können, die im Sinne Chomeinis und seiner Nachfolger sind. Das heutige iranische Parlament hat im Gesetzgebungsprozess letztlich nur noch ein Vorschlagsrecht. Die gesetzgeberische Macht liegt beim Wächterrat.
Im heutigen Iran ist die Bewertung der konstitutionellen Bewegung entsprechend kritisch. Geistliche wie Mirza Hosein Na'ini, die die konstitutionelle Bewegung unterstützen, werden als „westlich beeinflusst“ kritisiert, während Nuri als Kämpfer für den Islam entsprechend gewürdigt wird. "Der Konflikt zwischen traditionellen und modernen Denkweisen, die scheinbar unvereinbar sind, zieht sich durch die gesamte neuere Geschichte Irans.